# 마에카와역 (니가타현)
마에카와역(일본어: 前川駅)은 일본 니가타현 나가오카시에 있는, 동일본 여객철도의 철도역이다. 신에쓰 본선이 지나간다.

## 역 구조
상대식 2면 2선 구조의 지상역이다. 역 구내에는 구름다리, 건널목 등이 있다. 나가오카역이 관리하는 무인역으로, 승차역증명서 발행기가 있다.

### 승강장
| 1 | ■ 신에쓰 본선 | 가시와자키 · 나오에쓰 방면 |
| 2 | ■ 신에쓰 본선 | 나가오카 · 니가타 방면     |

## 역세권 정보
- 운전면허 센터 나가오카 지소

## 역사
- 1964년 8월 15일 - 일본국유철도 신에쓰 본선의 라이코지 역과 미야우치 역 사이에 새로이 개업했다.
- 1987년 4월 1일 - 민영화에 따라 동일본 여객철도의 소속이 되었다.

## 인접역
| 동일본 여객철도 신에쓰 본선 | 동일본 여객철도 신에쓰 본선 | 동일본 여객철도 신에쓰 본선 |
| --------------------------- | --------------------------- | --------------------------- |
| 라이코지 나오에쓰 방면      | ■ 보통                      | 미야우치 니가타 방면        |